# Первая народная партия
Первая народная партия (кит. трад. 親民黨, пиньинь Qīnmíndǎng, палл. Циньминьдан, англ. People First Party (PFP)) — правоцентристская политическая партия Китайской Республики, выступающая на позициях консерватизма. Политическими союзниками являются партии Гоминьдан и Новая партия. Участник «Большой Синей коалиции». Лидером является Сун Чуюй.

## История создания
Партия была создана в 2000 году Сун Чуюем после того, как он потерпел поражение на президентских выборах в качестве независимого кандидата :занял  второе место и опередил кандидата от Гоминьдана. Сун является главой партии и её идеологом. Китайское название партии, кит. 親民, связано с конфуцианством и означает близкий людям.

## Партийная идеология
Что касается базовых различий в позициях партий Китайской Республики, то по вопросам отношений с КНР партия придерживается следующих базовых позиций: необходимо принимать более активное участие в деятельности международных организаций, распространять китайскую культуру, а также искать возможности для экономического и культурного взаимодействия с материковым Китаем. Также партийная идеология предусматривала возможность объединения Китайской Республики и КНР и резкое неприятие независимости Тайваня. Также как и Новая партия, Первая Народная партия появилась в рамках Гоминьдана, соответственно, имела с ним некоторые общие цели и задачи. Кроме того, все три партии боролись за голоса одних и тех же избирателей, которые ранее поддерживали Гоминьдан. Сотрудничество с Гоминьданом привело к созданию «Большой Синей коалиции», а конкуренция — к более широкому спектру мнений в рамках одного политического поля. На выборах партии могли одновременно выдвигать своих кандидатов, однако менее популярный политический деятель снимал свою кандидатуру. Это даже приводило к тому, что партии призывали избирателей голосовать не за своего кандидата, либо против своего.
Для того, чтобы избежать повторения ситуации, схожей с президентскими выборами 2000 года, когда с небольшим количеством голосов победу одержал представитель ДПП Чэнь Шуйбянь, на президентских выборах 2004 года Джеймс Сун принял решение выдвигаться в качестве вице-президента, а на пост президента баллотировался Лянь Чжань, представитель Гоминьдана.
После поражения на выборах мэра Тайбэя 9 декабря 2006 года Джеймс Сун объявил о завершении политической карьеры, а также о том, что он покидает пост главы партии. Если бы не был найден другой кандидат на этот пост, партия скорее всего объединилась бы с Гоминьданом. Однако, после межпартийных переговоров, всё осталось по-прежнему.

## Участие в выборах
В последнем, восьмом Законодательном Юане партии принадлежит 3 места из 113.
В сентябре 2011 года глава партии, Сун Чуюй решил принять участие в президентских выборах, на этот раз от Первой Народной партии, в вице-президента баллотировался профессор Линь Жуйсюн. Сторонникам партии удалось собрать необходимое количество подписей для участия в президентских выборах 2012 года. На выборах Джеймс Сун набрал 369,588 голосов и с 2,77 % занял третье место.

## Список лидеров партии

### Список председателей
| № | Председатель | В должности     | Срок | Фото |
| 1 | Сун Чуюй     | с 31 марта 2000 | 1    |      |
| 1 | Сун Чуюй     | с 31 марта 2000 | 2    |      |
| 1 | Сун Чуюй     | с 31 марта 2000 | 3    |      |
| 1 | Сун Чуюй     | с 31 марта 2000 | 4    |      |
| 1 | Сун Чуюй     | с 31 марта 2000 | 5    |      |
| 1 | Сун Чуюй     | с 31 марта 2000 | 6    |      |
| 1 | Сун Чуюй     | с 31 марта 2000 | 7    |      |
| 1 | Сун Чуюй     | с 31 марта 2000 | 8    |      |
| 1 | Сун Чуюй     | с 31 марта 2000 | 9    |      |
| 1 | Сун Чуюй     | с 31 марта 2000 | 10   |      |
| 1 | Сун Чуюй     | с 31 марта 2000 | 11   |      |

### Список вице-председателей
| № | Вице-Председатель | В должности     | Срок | Председатель |
| 1 | Чжан Чжаосын      | с 31 марта 2000 | 1    | Сун Чуюй     |
| 1 | Чжан Чжаосын      | с 31 марта 2000 | 2    | Сун Чуюй     |
| 1 | Чжан Чжаосын      | с 31 марта 2000 | 3    | Сун Чуюй     |
| 1 | Чжан Чжаосын      | с 31 марта 2000 | 4    | Сун Чуюй     |
| 1 | Чжан Чжаосын      | с 31 марта 2000 | 5    | Сун Чуюй     |
| 1 | Чжан Чжаосын      | с 31 марта 2000 | 6    | Сун Чуюй     |
| 1 | Чжан Чжаосын      | с 31 марта 2000 | 7    | Сун Чуюй     |
| 1 | Чжан Чжаосын      | с 31 марта 2000 | 8    | Сун Чуюй     |
| 1 | Чжан Чжаосын      | с 31 марта 2000 | 9    | Сун Чуюй     |
| 1 | Чжан Чжаосын      | с 31 марта 2000 | 10   | Сун Чуюй     |
| 1 | Чжан Чжаосын      | с 31 марта 2000 | 11   | Сун Чуюй     |